# Брайтенбрунн (Верхний Пфальц)
Брайтенбрунн (нем. Breitenbrunn) — община в Германии, в земле Бавария.
Подчиняется административному округу Верхний Пфальц. Входит в состав района Ноймаркт-ин-дер-Оберпфальц. Население составляет 3424 человека (на 31 декабря 2010 года). Занимает площадь 70,79 км². Официальный код — 09 3 73 115.
Община подразделяется на 8 сельских округов.

## Население
По оценке на 31 декабря 2015 года население общины Брайтенбрунн составляет 3454 чел. 

| Дата      | 1840 | 1871 | 1900 | 1925 | 1939 | 1950 | 1961 | 1970 | 1987 | 2011 |
| --------- | ---- | ---- | ---- | ---- | ---- | ---- | ---- | ---- | ---- | ---- |
| Население | 2571 | 2527 | 2578 | 2924 | 2732 | 3256 | 2846 | 2904 | 2965 | 3397 |

| Год       | 1960 | 1970 | 1980 | 1990 | 2000 | 2009 | 2010 | 2011 | 2012 | 2013 | 2014 | 2015 |
| --------- | ---- | ---- | ---- | ---- | ---- | ---- | ---- | ---- | ---- | ---- | ---- | ---- |
| Население | 2813 | 2894 | 2904 | 3263 | 3476 | 3422 | 3424 | 3371 | 3355 | 3363 | 3410 | 3454 |

## География
Брайтенбрунн находится в заповеднике Алтмюхталь (нем. Naturpark Altmühltal).

## Города-побратимы
- Брайтенбрун(10 ноября 1974 года).